# Полоз підковчастий
Полоз підковчастий (Hemorrhois hippocrepis) — неотруйна змія з роду Hemorrhois родини Вужеві. Має 2 підвиди.

## Опис
Загальна довжина досягає 1,5—1,75 м. Голова закруглена, тулуб стрункий, трохи циліндричний, хвіст набагато коротше за тулуб. Має рельєфний малюнок з великих темно—коричневих або чорних плям уздовж спини. У проміжному положенні з боків розташовується рядок дрібніших темних плям. Присутня підковоподібна пляма зверху на голові. Черевна сторона помаранчевого чи рожевого кольору, особливо яскрава у молодих особин.

## Поширення
Мешкає у Португалії, Південній Іспанії, на півночі Марокко, Алжиру, у Тунісі, на о. Сардинія (Італія).

## Спосіб життя
Полюбляє сухі, скелясті місцини. Активний вдень. Харчується ящірками, птахами та гризунами.
Це яйцекладна змія. Самиця відкладає до 15 яєць.

## Охорона
Полоз підковчастий охороняється в Європі і занесений до Додатку ІІІ Бернської конвенції (охоронна категорія: вид підлягає охороні).

## Підвиди
- Hemorrhois hippocrepis hippocrepis
- Hemorrhois hippocrepis nigrescens